# Honda Aircraft Company
La Honda Aircraft Company est une entreprise japonaise, filiale de Honda.
Basée à Greensboro, en Caroline du Nord, elle développe et produit les jets d'affaires Honda HA-420 HondaJet et Honda HA-480 HondaJet Echelon.